# Суровичевци
Суровичевци (на гръцки: Αμυνταιώτες) се наричат жителите на леринския град Суровичево (на гръцки Аминдео), Гърция.

## Родени в Суровичево
А – Б – В – Г – Д —
Е – Ж – З – И – Й —
К – Л – М – Н – О —
П – Р – С – Т – У —
Ф – Х – Ц – Ч – Ш —
Щ – Ю – Я

### А
- Александър Хаджиев (Αλέξανδρος Χατζής), гръцки андартски деец от първи клас, член на местния гръцки комитет[1]
- Алексо Малачев, македоно-одрински опълченец, четата на Пандо Шишков[2]
- Андонис Кацорис (Доне Кацоров, Антъни Кацорис) (р. 1936), емигрантски деец
- Атанасиос Хасиотис (Παπα Αθανάσιος Χασιώτης), гръцки свещеник и андартски деец, учител в околните села, през 1907 година се връща в Суровичево и подпомага четата на Каравитис с укриване и складиране на оръжие, изпратен да разследва убийството на Гревенския митрополит[1]

### В
- Вангел Джиков Джиката (? – 28 март 1944), гръцки комунист по произход от Чеган, загинал край Айтос в битка с германци[3]

### Г
- Георги Филиповски (1919 - 2019), почвовед от Северна Македония
- Георгиос Аргириадис (р. 1931), гръцки писател

### Д
- Димитриос Йоанидис (Δημήτριος Ιωαννίδης), гръцки андартски деец от втори клас, ръководител на местния гръцки комитет[1]
- Дине Киров, македоно-одрински опълченец, Първа рота на Втора скопска дружина[4]

### З
- Золо Веле, българин, православен, арестуван преди април 1904 година,[5] обвинен във „включване в българския бунтовнически комитет и употреба на оръжие срещу османската войска“, осъден от Извънредния съд на 3 години каторга, лежал в Битолския затвор, амнистиран с общата амнистия от 12 април 1904 година[6]

### И
- Иван Стефанов Хаджитипев (? - 1944), български офицер[7], жертва на комунистическия режим в България[8]

### Й
- Йоргос Лянис (р. 1942), гръцки журналист и политик, депутат от ПАСОК

### К
- Кръсто Марков, български революционер от ВМОРО, четник на Кочо Цонков[9]

### М
- Мице Мандзов, македоно-одрински опълченец, в четата на Пандо Шишков и Алексо Джорлев[10]

### Н
- Николаос Дабизас (р. 1973), гръцки футболист

### С
- Стоичко Василев (1844 – ?), македоно-одрински опълченец, Втора рота на Кюстендилската дружина[11]

### Т
- Танасис Хадзис (1905 – 1982), гръцки комунистически деец

### Х
- Хадзидинос (Χατζηντίνος), гръцки андартски деец, имотен свещеник, прехранващ гръцките чети[1]
- Христо Пройков, македоно-одрински опълченец, в четата на Алексо Джорлев[12]
- Христо Сидеров, активист за човешки права с македонско национално съзнание, според друг източник е родом от Езерец, Костурско[13]

## Починали в Суровичево
- Васил Какалов (1878 – 1913), български революционер

## Други
- Адонис Георгиадис (р. 1972), политик, по произход от Суровичево
- Димитра Ляни (р. 1955), политик, по произход от Суровичево

## Кметове на Суровичево
| Име                                                      | Име                                                                  | Години    |
| -------------------------------------------------------- | -------------------------------------------------------------------- | --------- |
| Андонис Зункас                                           | Αντώνης Ζούγκας                                                      | 1947-1949 |
| Йоанис Парталис                                          | Ιωάννης Παρτάλης                                                     | 1949-1950 |
| Йорданис Бандис                                          | Ιορδάνης Μπάντης                                                     | 1950-1951 |
| Константинос Папатанасиу                                 | Κωνσταντίνος Παπαθανασίου                                            | 1951-1954 |
| Стерьос Турлис                                           | Στέργιος Τσύρλης                                                     | 1954-1959 |
| Леонидас Ракопулос                                       | Λεωνίδας Ρακόπουλος                                                  | 1959-1964 |
| Василиос Хадзис                                          | Βασίλειος Χατζής                                                     | 1964      |
| Трифон Хадзис                                            | Τρύφων Χατζής                                                        | 1964-1967 |
| Назначени кметове от хунтата                             | Διορισμός δημάρχου από τη χούντα                                     | 1967-1974 |
| Назначен кмет от правителството на националното единство | Υπηρεσιακός δήμαρχος, διορισμένος από την κυβέρνηση εθνικής ενότητας | 1974-1975 |
| Георгиос Филипу                                          | Γεώργιος Φιλίππου                                                    | 1975-1982 |
| Стефанос Янкулис                                         | Στέφανος Γιαγκούλης                                                  | 1983-1986 |
| Йоанис Стайос                                            | Ιωάννης Στάιος                                                       | 1987-1990 |
| Стефанос Янкулис                                         | Στέφανος Γιαγκούλης                                                  | 1991-1994 |
| Томас Минкос                                             | Θωμάς Μίγκος                                                         | 1995-2002 |
| Йоанис Лясис                                             | Ιωάνης Λιάσης                                                        | 2003-2006 |
| Константинос Теодоридис                                  | Κωνσταντίνος Θεοδωρίδης                                              | 2007-2010 |
| Йоаким Йосифидис                                         | Ιωακείμ Ιωσηφίδης                                                    | 2011-2014 |
| Константинос Теодоридис                                  | Κωνσταντίνος Θεοδωρίδης                                              | 2014-2019 |
| Антимос Битакис                                          | Άνθιμος Μπιτάκης                                                     | 2019      |